# Jonesville (Illinois)
Jonesville és una comunitat no incorporada al comtat de LaSalle, Illinois. La comunitat es troba al llarg de les carreteres estatals d'Illinois 71 i 351, servint com a terminal oriental d'aquesta darrera. També es troba prop del riu Illinois. La comunitat forma part de l'àrea estadística micropolitana d'Ottawa, IL.
Jonesville fou creada abans del final de la Guerra Civil el 1865 quan la LaSalle County Carbon Coal Company va obrir un pou miner, propietat d'O. L. Jones, homònim de Jonesville. La mina va tancar l'any 1929, potser a causa d'una vaga dels miners. La mina va ser comprada per Union Coal, que va vendre la terra en comptes de reobrir la mina.